# Gimnastyka sportowa na Letnich Igrzyskach Olimpijskich Młodzieży 2010 – ćwiczenia na poręczach chłopców
Ćwiczenia na kołach chłopców na I Letnich Igrzyskach Olimpijskich Młodzieży odbył się w dniu 22 sierpnia 2010. Do zawodów przystąpiło 8 zawodników, którzy otrzymali najwyższe noty za ćwiczenia na poręczach w kwalifikacjach wieloboju. 

## Finał
| Pozycja | Zawodnik            | Wynik D | Wynik E | Kara | łącznie |
|         | Oleh Stepko         | 5.400   | 9.000   | -    | 14.400  |
|         | Andrei Muntean      | 5.600   | 8.550   | -    | 14.150  |
|         | Ludovico Edalli     | 4.900   | 9.200   | -    | 14.100  |
| 4       | Sam Oldham          | 5.200   | 8.800   | -    | 14.000  |
| 5       | Thomas Neuteleers   | 5.200   | 8.575   | -    | 13.775  |
| 6       | Yūya Kamoto         | 4.900   | 8.850   | -    | 13.750  |
| 7       | Ernesto Vila Sarria | 5.200   | 7.775   | -    | 12.975  |
| 8       | Daniła Kazaczkow    | 4.700   | 8.200   | -    | 12.900  |